# 1953年のイランのクーデター
1953年のイランのクーデターとは、1953年8月にイランで起きた軍事クーデター。イランの首相だったモハンマド・モサッデクはこのクーデターにより失脚し、親欧米のパフラヴィー2世派であるファズロラ・ザヘディ将軍が首相に就任した。後に公開された機密文書でイギリスとアメリカがこのクーデターに関与していたことが証明された。

## 背景
モサッデク政権以前、イランの石油産業はイギリス資本のアングロ・イラニアン石油会社が独占していた。だが、1951年にモサッデクがイランの首相に就任した後、すぐに石油会社を国有化しようとした。この行動はソビエト連邦に利する動きとみなされ、アメリカとイギリスから警戒されることになった。しかし本当はモサッデク政権とソ連の関係は良くなかった。

## 概要
1953年8月19日、パフラヴィー2世の支持勢力が集まり大規模な反政府デモが行われた。イラン陸軍もパフラヴィー2世を支持し、同日夜にはモサッデク政権の要人は監禁されるか逃走した。ソ連の国営メディアである『モスクワ放送』によれば、モサッデク首相の家はクーデターを支持する軍が複数台の戦車を含む部隊で攻撃したため破壊されたという。
クーデターの後はファズロラ・ザヘディ将軍が首相に就任した。モサッデク元首相は死刑判決を受けたが執行されず、その後自宅に軟禁されて1967年にテヘラン近郊の自宅で死去した。
その後パフラヴィー2世はイランの実権を握り西側諸国と友好関係を保ったが、1979年にパフラヴィー2世はイラン革命で失脚し、親欧米派のパフラヴィー2世による独裁はクーデターから27年で終了した。

## イギリスとアメリカの関与

### イギリスからアメリカへの働きかけ
『フィナンシャル・タイムズ』の報道によれば、1952年代後半にイギリスはアメリカ政府に対し、石油を国有化しつつあるモサッデク首相を失脚させる計画を支援するよう求めていた。 この証拠となるメモは2017年5月17日に機密指定が解除されたものだった。NSAのマルコム・バーン (Malcolm Byrne) とテュレーン大学のマーク・J・ガシオロースキーによれば、1952年のチャーチル政権は「軍事行動を含むあらゆる実行可能な手段を実行に移してでも」イギリスの石油会社の支配権を取り戻そうとしていた。
しかしアメリカ側、トルーマン政権は、この根拠に乏しいクーデター支援に消極的であり、イギリスは「イランの共産主義」と戦うためだと無理やり説得した。トルーマン大統領とディーン・アチソン国務長官はクーデター支援を拒否したが、当時政策スタッフのリーダーだったポール・ニッツェはクーデター計画の第一歩として「キャンペーン」の実施を提案し、イギリスによる石油支配反対派の指導者であるアブルカセム・カーシャーニーと共産主義の政党である大衆党を標的としてあげた。
だが、イギリス側はこの提案を受け入れず、任期終了が迫るトルーマン政権に決断を求めた。12月3日のメモによれば、当時のイギリス大使館のナンバーツーだったクリストファー・スティールは春がクーデターに最適だと述べたという。
結局のところ、クーデターが実行されたのは大統領選挙を経たアイゼンハワー政権においてである。

### アメリカ主導の計画
CIAはイギリスの秘密情報機関と協力してパフラヴィー2世派によるクーデターを企てた。モサッデク首相就任直後の1951年からCIAはクーデターの計画を開始し、この計画には「TPAJAXプロジェクト」と暗号名がつけられていた。CIAの目的は石油の国営化を進めるモサッデク首相を排除して、またパフラヴィー2世の威信や権力基盤を強化するため、ファズロラ・ザヘディ将軍を首相にすることだった。
CIAはイギリスの秘密情報機関と協力して、クーデターの準備として世論を反モサッデク首相へと傾け政権を弱体化させるためにメディア、宣伝ビラ、僧職者などを利用したプロパガンダを行った。また、ザヘディ将軍が首相に就任してから2日以内に秘密裏に500万アメリカ合衆国ドルの資金援助を行った。

### 外交電文の誤読と欺瞞
クーデターに至る前の状況は、モサッデクがパフラヴィー2世に圧力をかけており、パフレヴィー2世は権力掌握を諦めて国外へと脱出する計画を進めていた。しかし、テヘランのアメリカ大使館から「エリザベス2世がパフラヴィー2世にイランに留まるように望んでいる」と伝えられ、パフラヴィー2世は脱出計画を寸前でとりやめた。
この「エリザベス2世のメッセージ」は、もともとロンドンのアメリカ大使館からアメリカの国務省長官ダレスに宛てた外交電文で伝えられた内容で、正確には"message from Eden from Queen Elizabeth"と書かれており、アメリカ本国はこれを「イーデン外相を通じて伝えられた、エリザベス2世からのメッセージ」だと解釈していた。ところが、実際には「クイーン・エリザベス号に乗っている（大西洋上の）イーデン外相からのメッセージ」という意味であり、後に曖昧さに気付いたロンドンの大使館は間違わないように念を押す電文を改めて送った。しかし、アメリカ本国が誤解に気付いたのはイラン側に伝えた後であり、パフレヴィー2世が態度を翻して国外脱出することを危惧して訂正しなかった。このため、計画がエリザベス2世の支持を得ているとパフラヴィー2世が誤認したままで、クーデターは遂行された。
クーデター後、アメリカはイギリスに対してエリザベス2世からパフラヴィー2世への祝辞を求めたが、イギリスは拒否した。

## 評価・影響

### イラン側
『AFP』の報道によれば、イラン国民はこのクーデターをアメリカの二重基準の象徴とみなしており、アメリカは自由の擁護者を自任しているが、石油など自国の利益のためなら他国の民主的政権の排除も辞さない国だと考えているという。
一方、『CNN』の記事ではイランの政治家や宗教指導者はこのクーデターを反米感情を高める材料に使用しているとの意見がある。第6代イラン大統領であるマフムード・アフマディーネジャードは、クーデターでCIAが犯した犯罪について謝罪するようアメリカに要求した。
2016年5月17日、イラン議会はクーデターへの関与を含む過去63年間にアメリカから受けた精神的・物質的損害への補償を請求する法案を賛成多数で可決した。損害にはクーデターの他にイラン・イラク戦争でのイラク支援、1980年代末の石油施設破壊などがあげられた。この法案は賛成174、反対7で可決され、アンサリ副大統領によればイラン国内の裁判所はアメリカに500億ドル（約5兆4800億円）の支払いを命じたという。

### アメリカ側
アイゼンハワー大統領は、クーデターとCIAの活動について、1953年10月8日の日記に以下のように書いている。
2000年、マデレーン・オルブライト国務長官はモサッデク政権の失脚にアメリカが重要な役割をしたことを認め、またこれによりイランの政治的発展を妨害することになったと述べた。
2009年6月4日、バラク・オバマ大統領は中東歴訪中に訪問したエジプトのカイロでの演説で「冷戦中、民主的に選出されたイラン政権の転覆に米政府が関わっていた」と発言し、在任中のアメリカ合衆国大統領としては初めて1953年のイランクーデターにアメリカ政府が関与していたことを正式に認めた。
2013年8月19日、ジョージ・ワシントン大学の国家安全保障公文書館（NSA）は1953年のイランクーデターを中央情報局（CIA）が主導していた証拠となる公文書を公開した。NSAによれば、今回公開した文書は2011年に機密指定が解除されたものであり、『CNN』はCIAがクーデターに関与したことを明示する初めての公文書だと報道し、『AFP』は公開済みの文書の中でクーデターへのCIAの関与を最も明確に認めるものだと報じた。